# Nesta Davies
Nesta Davies é uma ex-patinadora artística britânica. Davies competiu na dança no gelo. Ela conquistou com Paul Thomas uma medalha de prata em campeonatos mundiais, e uma medalha de prata em campeonatos europeus.

## Principais resultados

### Com Nesta Davies
| Campeonato Mundial | 4.ª | Medalha de prata |
| Campeonato Europeu |     | Medalha de prata |